# Telecinco Estrellas
Telecinco Estrellas fue un canal de televisión abierta español lanzado el 30 de noviembre de 2005. Operado por Gestevisión Telecinco (actualmente Mediaset España), el canal ofrecía una programación temática basada en series de entretenimiento y el cine, la mayoría de ellas producciones originales de Mediaset. El 18 de febrero de 2008 el canal fue relanzado como Factoría de Ficción, de misma temática.

## Programación
Los contenidos de Telecinco Estrellas eran series de producción propia de Telecinco, tanto actuales como antiguas. También emitía un contenedor de oferta cinematográfica.

### Series nacionales
- Médico de familia
- Periodistas
- Javier ya no vive solo
- Al salir de clase
- Hermanas
- Esencia de poder
- Señor Alcalde
- El pasado es mañana
- Yo soy Bea
- 20 y tantos
- Ellas son así
- Motivos personales

### Series extranjeras
Además de una emisión doblada al castellano, algunas de las series extranjeras de Telecinco Estrellas (principalmente de Estados Unidos) se emitían en versión original subtitulada bajo un bloque de programas llamado Let's speak english.
- Abducidos
- Hermanos de sangre

### Programas
- Tú sí que vales (castings)
- Operación triunfo (castings)
- Visto y no visto (zapping)
- El coleccionista de imágenes (zapping)
- Telecinco ¿dígame? (call TV)